# Campo Juventus
Il Campo Juventus, più comunemente noto come stadio di Corso Marsiglia oppure Società Spettacoli Sportivi di Corso Marsiglia per via sia della strada dove sorgeva e della società che l'amministrava, fu un impianto sportivo multifunzione di Torino, di proprietà del Foot-Ball Club Juventus.
Sorgeva all'incrocio tra Corso Marsiglia (l'attuale via Tirreno) e via Tripoli e l'ingresso era ubicato in quello che oggi è noto come largo Tirreno, nel quartiere di Santa Rita.
Primo impianto costruito in Italia nel primo dopoguerra, fu ritenuto negli anni 20 e 30 del XX secolo la più moderna struttura sportiva nazionale. Con una capienza massima di 25 000 spettatori, in tale sito la squadra bianconera disputò le proprie partite casalinghe dalla sua inaugurazione, avvenuta nel 1922, fino al 1933; in questo lasso di tempo ospitò anche alcune partite amichevoli della nazionale calcistica italiana, mentre la sezione tennistica juventina usufruì dell'impianto fino alla fine del decennio.
In disuso ufficialmente dal 1939 e de facto dal 1940, fu distrutto dai vari bombardamenti su Torino durante la seconda guerra mondiale. Nel dopoguerra l'area è stata destinata a edilizia residenziale.

## Storia
Costruito durante la presidenza dell'avvocato Gino Olivetti nei pressi della prima sede amministrativa della casa automobilistica FIAT, fu il primo impianto sportivo italiano realizzato interamente in cemento armato nonché, tra gli anni 20 e 30, il primo nel Paese a dotarsi d'illuminazione artificiale per iniziativa della successiva gestione condotta dal vicepresidente della FIAT, Edoardo Agnelli.
La progettazione dell'impianto fu realizzata dall'architetto Amedeo Lavini e del geometra Piero Monateri, allora dirigente bianconero, mentre i lavori di costruzione furono realizzati dall'azienda edilizia di quest'ultimo.
Oltre che degli uffici dirigenziali del club e del campo principale di calcio — le cui dimensioni erano di 110 × 65 m. — l'impianto disponeva di un altro campo (94 × 55 m.) usato per gli allenamenti della squadra, situato dietro le tribune popolari; adiacenti a esso erano siti, tra altro, gli spogliatoi e tre campi da tennis, a uso dell'allora sezione tennistica juventina, in cui si svolgevano incontri a livello nazionale e internazionale — tra cui quello valevole per quarti di finale dell'International Lawn Tennis Challenge disputato nel 1928 tra le rappresentative d'Italia e India, il primo giocato nella capitale sabauda, vinto dai padroni di casa per 4 set a 1.
L'ingegner Daniele Donghi descrisse così la struttura del Campo Juventus:

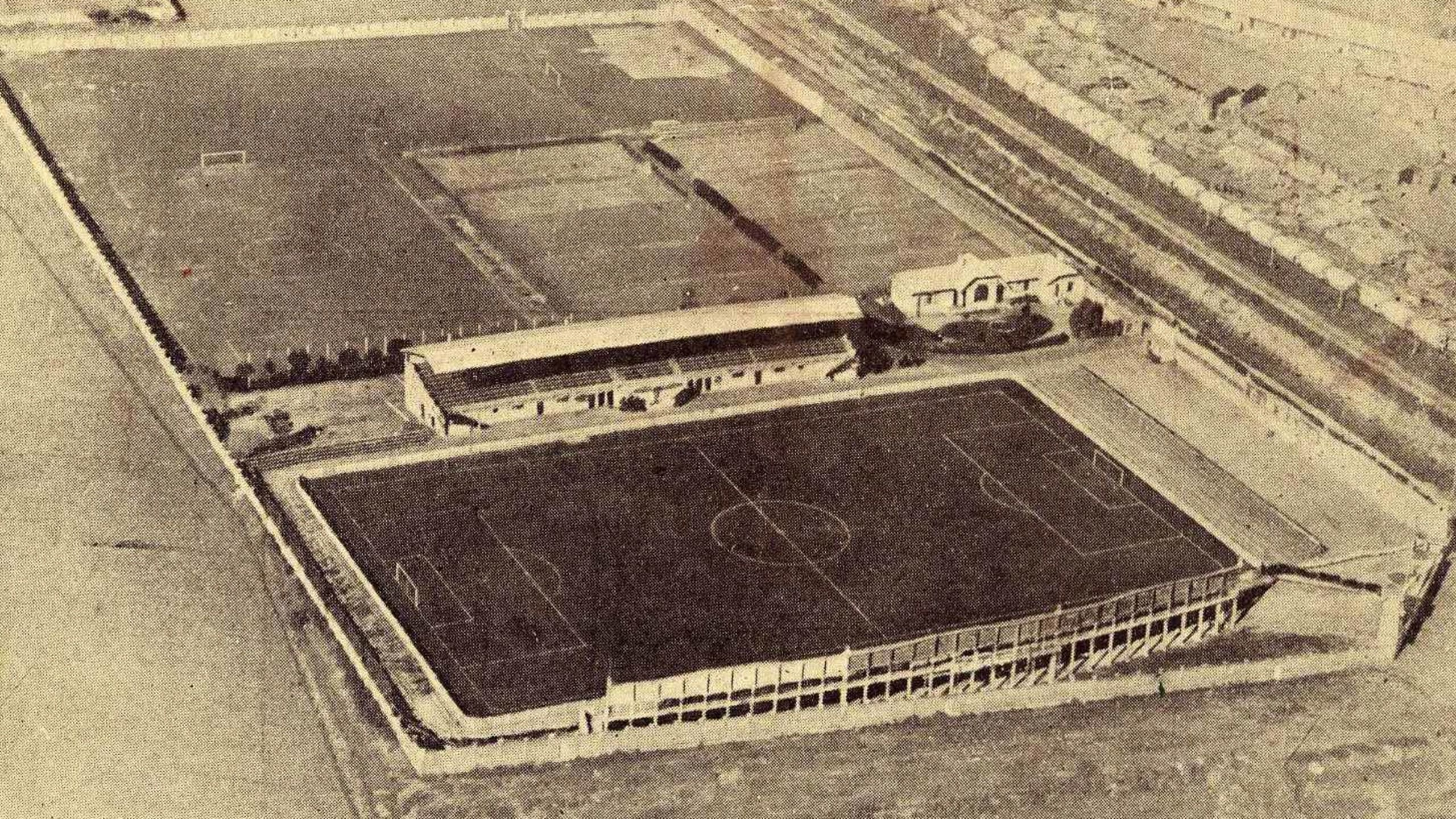
Vista aerea dell'impianto; dietro la tribuna del campo principale di calcio (sul centro-sinistra) si può vedere quello ausiliare, usato dalla Juventus per le sedute di allenamento

La costruzione dell'impianto, iniziata nel 1921, fu finanziata dalla Società Spettacoli Sportivi (S.S.S.) — società composta dai soci del club torinese, costituita con un capitale di 530 000 lire in 1 600 azioni da 500 lire ciascuna — che spese oltre un milione del tempo per sostituire il vecchio stadio di Corso Sebastopoli. Costruito su un'area di 40000 m² per ospitare inizialmente circa 15 000 persone, in occasione degli incontri più attesi la capienza veniva incrementata di circa il doppio (tra 20 000 e 25 000 persone).
Lo storico Luigi Firpo, sul finire degli anni 70, così ricordò l'atmosfera del Campo Juventus, da lui frequentato durante il periodo adolescenziale:
Il club utilizzò l'impianto fino al 1933, anno in cui si trasferì nel nuovo stadio Municipale Benito Mussolini. In corso Marsiglia la squadra bianconera vinse quattro scudetti, nel 1925-1926 e poi tre consecutivi, nel periodo del Quinquennio d'oro, dal 1930-1931 al 1932-1933.
Inoltre, il Campo Juventus ospitò, nel 1925, un incontro dell'Italia che ivi batté 7-0 la Francia.
Dopo il trasferimento di quasi tutte le attività dell'azienda polisportiva Juventus – Organizzazione Sportiva S.A., l'impianto fu utilizzato per gli incontri interni delle squadre rugbistiche cittadine, il GUF Torino e il Torino.
Anche con le tribune completamente demolite entro aprile 1939 (l'8 aprile fu la data dell'ultimo incontro con pubblico pagante presente su quanto rimaneva degli spalti, successivamente demoliti) il suo campo era ancora agibile e fu usato nella stagione rugbistica di Divisione Nazionale 1939-40 dalle due citate squadre e, ancora nel maggio 1940, fu sede di alcune gare di rugby dei Littoriali di quell'anno.
L'area su cui sorgeva era compresa tra le attuali vie Tirreno (all'epoca corso Marsiglia), Tripoli, Monfalcone e Ricaldone (o forse Gradisca), un territorio riconvertito in seguito a edilizia residenziale pubblica. Dopo la demolizione dell'impianto, nel 1940 la tettoia che sovrastava la tribuna coperta venne venduta alla Società Metallurgica Italiana e utilizzata per uno dei suoi stabilimenti a Limestre.
Presso il campo sportivo c'era anche la sede amministrativa dell'allora polisportiva Juventus e, più precisamente, della sezione tennistica e della Juventus O.S.A., fino al 1939.

## Eventi

### Calcio

#### Incontri della Juventus
La struttura, come detto sopra, ospitò, per undici stagioni, le gare interne della Juventus. Il primo incontro ufficiale, disputato dai bianconeri all'interno dell'impianto, fu la terza giornata del campionato di Prima Divisione 1922-1923, che si concluse con una vittoria per 4-0 ai danni del Modena.
| Arbitro: | Terzolo (Genova) |

|                                   |           |  |
| Ferraris 15’, 24’, 91’ Blando 71’ | Marcatori |  |

L'ultima partita ufficiale della Juventus, all'interno dello stadio, fu una vittoria per 5-0 sul Palermo, in occasione dell'ultima giornata del campionato di Serie A 1932-1933.
| Arbitro: | Scotto (Savona) |

|                                                    |           |  |
| Cesarini 8’ Borel II 43’, 64’, 83’ Sernagiotto 48’ | Marcatori |  |

#### Incontri della nazionale italiana
Il Campo Juventus è stato sede di due incontri amichevoli della nazionale di calcio dell'Italia: il primo, disputato il 22 marzo 1925 contro la Francia e terminato con il punteggio di 7-0 in favore degli Azzurri; il secondo, giocato il 21 marzo 1926 contro l'Irlanda e terminato in questo caso con il punteggio di 3-0 per i padroni di casa.